# Фердинанд Рущиц
Фердинанд Рущич (10 грудня 1870, Богданово біля Ошмян — 30 жовтня 1936, там само) — художник, графік, театральний декоратор та педагог. Яскравий представник культурних суперечностей своєї епохи. Він певним чином вплинув на подальший розвиток пейзажу у польському мистецтві. Матеріалізував могутній національно-патріотичний імпульс, характерний для польського мистецтва і цілому та мистецтва межі ХІХ—XX століть зокрема. Його надзвичайно міцна за духом творчість мала беспосереднє відношення до формування польського національно-романтичного пейзажу кінці ХІХ — початку ХХ століть та найяскравіше ілюструвала його художню проблематику.
У його творчості знайшли відображення життя та побут білоруського народу, зародилися традиції білоруського реалістичного живопису. Дочка художника Яніна Рущиц ствержує, що її батько завжди вважав себе «тутешнім», це означає білорусом.

## Предки
Рід Рущіців походив з-над Бугу та належав до гербу «Лис». Дід та бібця, Фердинанд та Ганна з Чаховичів, мали дев'ять дітей. Батько, Едвард, капітан царської армії, випускник берестейського Кадетського корпусу. Матір, Альвіна, була данкою. Вона народилася у Нексі на острові Борнгальм. Її батько Маркус Мюнх був власником торгового судна. Батьки Фердинанда зустрілися в Литві, де служив Едуард. Родовим гніздом Рущиців був маєток Богданов, який вони були змушені були покинути на деякий час через придушення повстання Кастуся Калиновського. Повернулися у свій маєток з Мінська вони лише у 1888 році. У Рущиців було п'ятеро дітей, чотири дочки та молодший син Фердинанд.

## Біографія

### Дитинство та навчання
Дитинство та юнацтво майбутнього художника пройшло у Мінську. У 1883 році 13-річний Фердинанд вступив до мінської класичної гімназії, яку закінчив у 1800 році з золотою медаллю. Тут він і отримав початкову художню освіту у викладача Кузьми Яковлевича Єрмакова, вихованця Петербурзької Академії мистецтв.
Батько, Едуард Рущиц, не схвалював захоплення сина, вважаючи, що малюванням не заробиш на життя, та наполягав, щоб той пішов слідами діда. Восени 1890 року Фердинанд вступив на юридичний факультет Петербурзького університету, де протягом двох років старанно вчився і лише у 1891 році подав прохання у Петербурзьку Академію мистецтв зарахувати його вільним слухачем у відділі живопису
У 1892—1897 роках він навчався живопису в Петербурзькій імператорській Академії спочатку під керівництвом Івана Шишкіна, а після того, як той залишив академію — у Архипа Куїндж, учнями якого також були Аркадій Рилов, Микола Реріх, Вільгельм Пурвіт, Костянтин Урублевський. В своєму щоденнику Рущиц писав: Я показав свої етюди Куїнджі. Мабуть, він знав, що я учень Шишкіна, у будь-якому разі, судив він їх набагато суворіше ніж праці інших учнів.
Під час навчання Рущица як кольориста високо оцінив лише Ілля Рєпін. В Академії Фердинанд потоваришував з А. Риловим та іншими учнями, які визнавали реалізм, збагачений досвідом французьких імпресіоністів. Під час навчання він здійснив декілька поїздок у Крим та до Балтики. В 1897 році з успіхом дебютував на дипломній виставці, представивши три великі картини — Вечірня зоря", «Тритони» і «Весна», останню придбав сам Павло Третьяков.

## Творчий шлях
4 листопада 1897 року Рузщиц закінчив академію та отримав звання художника. У 1898 році, на весняній виставці у Академії московський колекціонер та меценат Сава Морозов купив картину «Зимовий млин», що дозволило молодому художнику здійснити довгу подорож Західною Європою. За два місяці він побував у Берліні, Дрездені, Кельні, Парижі, Брюсселі, Мілані, Вероні, Венеції, Відні. Після цього він довгий час жив у садибі Богданово, яку після багаторічного занепаду довів до ладу його батько, зрідка подорожував Білоруссю чи Росією. У 1899 році пройшла перша виставка у Вільнюсі. Фердинанд брав участь у громадському та культурному житті міста, співпрацював з театром.
Брав епізодичну участь в об'єднані «Світ мистецтва» (між іншим, брав участь у виставці в Москві в 1902 році). В 1900 році в Кракові увійшов до гуртка членів товариства польських художників модерністської орієнтації «Штука» (польською: Sztuka; «Мистецтво»).